# Батаев, Виктор Александрович
Ви́ктор Алекса́ндрович Бата́ев (25 декабря 1934, с. Новая Дубровка, Саратовская область, СССР — 4 января 2017, Харьков, Украина) — специалист в области космонавтики и ракетной техники, лауреат Государственной премии УССР в области науки и техники (1979).

## Биография
Родился в деревне Новая Дубровка Саратов. обл., в семье председателя колхоза Александра Батаева (был призван на фронт, погиб в сентябре 1941 г. под Смоленском) и Дарьи Батаевой в 1934 г.
Окончил Харьковский авиационный институт в 1958 г. (факультет самолётостроения, ныне — факультет ракетно-космической техники), Харьковский государственный университет в 1968 (математический факультет).
Работал 1959—2017 в НПО «Электроприбор» (ныне «Хартрон»).
В 1959 г. в Харькове была создана новая организация – Особое конструкторское бюро №692 (для открытой переписки – а/я 67, ныне – «Хартрон»), в которую был направлен В.А.Батаев. В.А.Батаев принимал активное участие  в разработке цифровых систем стабилизации и управления ракетами. В 1979 году В. А. Батаеву (и другим разработчикам системы «электронного пуска» ракет) была присуждена Государственная премия УССР. В 1979 году отдел В. А. Батаева вместе с другими подразделениями предприятия был подключен к работам по созданию многоразовой космической транспортной системы «Буран».
Доктор технических наук (1991).
Лауреат Государственной премии УССР в области науки и техники (1979). Государственные награды СССР: орден Трудового Красного Знамени — дважды; 1971, 1985.
Член Российской академии навигационных наук (РАНН) c 1996 г. С 2002—2004 — профессор Национального аэрокосмического университета «Харьковский авиационный институт».

## Научная деятельность
Батаев В. А. изучал вопросы, связанные с устойчивостью движения и точностью управления межконтинентальными баллистическими ракетами, разрабатывал алгоритмы управления ракет-носителей и космических аппаратов. Результаты исследования В. А. Батаева были использованы при разработке систем управления сверхтяжелой ракеты-носителя «Энергия-Буран», ракет Р-36М, Антарес и многих других. В 80-е гг. В. А. Батаев возглавлял отдел «Хартрона», в котором разрабатывались алгоритмы систем навигации, наведения и стабилизации «Энергии» и программа бортового компьютера.
По воспоминаниям главного конструктора системы управления ракеты «Энергия» А. С. Гончара, пуск комплекса «Энергия-Буран» был перенесен на 15 ноября 1988 г. в 6.00 по московскому времени. Прогнозы погоды были самыми неутешительными: дождь, снег, ветер до 15 м/с… Ночь для нас казалась бесконечной, и только небольшая группа во главе с В. А. Батаевым вела непрерывную обработку данных ветрового зондирования и держала связь с Харьковом, где шло моделирование полета ракеты с заданием реальных ветровых нагрузок. На больших высотах ветер достигал ураганных скоростей. Но Харьков сообщал успокаивающую информацию: автомат стабилизации с необходимым запасом справляется с нагрузками, углы атаки не превосходят допустимых значений. Мы всю ночь не отходили от стола, где В. А. Батаев через «Пешку 19» получал из Харькова необходимую информацию, чертил свои графики, непрерывно готовил уточнения в полетное задание. Борис Иванович Губанов разрешил дать команду на включение автоматики… Это был «звездный час» создателей ракеты.
Из воспоминаний генерального директора НПО «Хартрон» Якова Ейновича Айзенберга: «Виктор Александрович Батаев — классический пример советского Ломоносова. Батаеву я поручал наиболее трудные системы стабилизации, и не было случая, чтобы он подвел. В конце всей нашей деятельности он возглавил разработку самой сложной в мире системы стабилизации — советского шаттла — „Энергии“ и блестяще с первого же пуска справился и с этим. Так что ничего удивительного, что он взялся и решил проблему устойчивого полета ракеты 8К99. Мы с ним пришли к выводу, что устойчивость ракеты в полете нужно обеспечивать, „привязывая“ параметры её системы стабилизации не ко времени, а к фактическим характеристикам движения, в частности, к частоте колебаний вокруг центра масс. Так что создание первой, как я понимаю, и единственной до сих пор, самонастраивающейся, то есть меняющей свои характеристики в полете в зависимости от фактических характеристик данной ракеты, системы стабилизации — в основном заслуга В. А. Батаева. Выдающееся достижение!!!»

### Автор научных трудов
1. Айзенберг Я. Е., Батаев В. А., Кузьмин А. И. Высокоточная система стабилизации ракеты-носителя асимметричной конфигурации с учетом возможности отказа одного двигателя // Космическая наука и технология. — 1998. — Т. 4, № 1(9). — С. 64—67. — ISSN 1561-8889. — doi:10.15407/knit1998.01.064.
2. Айзенберг Я. Е., Батаев В. А., Златкин Ю. М., [и др.] Управление по углам атаки и скольжения первых ступеней РН // Космическая наука и технология. — 2002. — Т. 8, № 1(25). — С. 61—80. — ISSN 1561-8889.
3. Батаев В. А., Лученко О. А. Угловые развороты несимметричного разгонного блока с непрерывно работающим двигателем // Авиационно-космическая техника и технология. — 2003. — Вып. 2(37). — С. 105—110. — ISSN 1727-7337.
4. Батаев В. А., Евтефеев М. П., Златкин Ю. М., [и др.] Управление существенно несимметричным разгонным блоком с непрерывно работающим двигателем // Космическая наука и технология. — 2004. — Т. 10, № 4(35). — С. 32—38. — ISSN 1561-8889.
5. Батаев В. А., Калногуз А. Н., Пильгуй В. Н., [и др.] Усовершенствованные алгоритмы системы стабилизации первой ступени РН с управлением по углам атаки и скольжения // Космическая наука и технология. — 2009. — Т. 15, № 4(59). — С. 72—78. — ISSN 1561-8889. — doi:10.15407/knit2009.04.072.
6. Батаев В. А., Калногуз А. Н., Пильгуй В. Н., [и др.] Начальная выставка бесплатформенных инерциальных навигационных систем ракет с наклонным стартом // Космическая наука и технология. — 2010. — Т. 16, № 4(65). — С. 37—45. — ISSN 1561-8889. — doi:10.15407/knit2010.04.037.
7. Система стабилизации космического аппарата с электромаховичными управляющими органами: учеб. пособие / В. А. Батаев, А. В. Комков. — Х.: Нац. аэрокосм.ун-т «Харьк. авиац. ин-т», 2003. — 17 с.
8. Исследование нестационарных режимов нелинейной самонастраивающейся системы стабилизации ракеты с пороховым двигателем методами асимптотической теории нелинейных колебаний // Науч.-тех. сб. НПО «Хартрон». X., 1969. Вып. 6.
9. Прецизионная система ориентации и стабилизации АКА «Спектр» // Труды 46-го конгресса Междунар. федерации астронавтики. Осло, 1995.
10. Управление угловым движением космического аппарата с помощью силового гироскопического комплекса // Труды укр.-рос.-китайского симпозиума по космич. науке и технологии. К., 1996. Т. 1.